# Tokomadji
Tokomadji är en kommun i departementet Kaédi i regionen Gorgol i Mauretanien. Kommunen hade 9 939 invånare år 2013.